# 鸡公山遗址
鸡公山遗址中国旧石器时代古遗址 ，位于湖北省荆州市荆州区郢北村。南北长500米，东西宽百余米。1984年被发现，1992年10月至12月发掘，发现丰富石制品。其中绝大部分为打制石器。专家根据地层及文物推断为旧石器时代遗址。是全国重点文物保护单位。

## 文物保护情况
1992年12月16日，以“鸡公山遗址”的名义被湖北省人民政府列为第三批湖北省文物保护单位；1996年11月20日，以“鸡公山遗址”的名义被中华人民共和国国务院列为第四批全国重点文物保护单位。
其作为文物的保护范围为：以遗址为中心，向东延伸80米至乡村小道，向南延伸300米至宜黄公路，向西延伸50米至渔塘，向北延伸150米至乡村公路。
其作为文物的建设控制地带为：保护范围四周向外延伸150米。